# 조선로동당 제3차 대회
조선로동당 제3차 대회(朝鮮勞動黨第3次大會)는 1956년 4월 23일부터 4월 29일까지 평양직할시에서 진행된 조선로동당의 당대회다. 박헌영과 남로당파의 숙청이 끝난 직후 열려 김일성의 일인독재를 강화하는 계기가 되었다. 김일성은 박헌영과 남로당파 뿐만이 아니라, 화요파, 엠엘파 등의 잔재도 남아있다고 주장하면서 이 대회에서 '반종파투쟁'이라는 명목으로 자신에 대한 반대파에 대한 숙청 의지를 나타냈다.
대회에서는 조선로동당 중앙위원회 사업총화보고, 조선로동당 중앙검사위원회 사업총결에 관한 보고, 조선로동당 규약개정에 대한 당중앙지도기관선거에 대한 논의 등이 진행되었다. 이 대회에서 조선로동당의 지도이념으로 마르크스-레닌주의가 공식적으로 채택되었으며, 전국적 범위에서의 반제반봉건민주주의혁명이라는 당면 목표와 공산주의적인 사회 건설이라는 최종 목표가 제시되었다. 전후 경제의 복구를 위해, 1957년부터 1961년까지의 인민경제발전 5개년 계획이 채택되었으며, 이 계획은 생산수단의 사회주의화를 완수하고, 공업화의 기초를 닦으며, 인민들의 의식주 문제를 해결한다는 당면 목표를 갖고 있었다.
또한, 제3차 대회 규약은 혁명전통에 대한 최초의 언급으로, 조선민주주의인민공화국 인민의 노동운동과 해방투쟁을 연구하고, 그 경험을 교훈삼아 당원을 교양한다는 방침을 내세웠다.

## 통계
- 당원: 1,164,945명
- 당세포: 58,259개
- 대의원: 916명, 2명 불참 (로동자 439명, 농민 192명, 인텔리겐챠 246명, 기타 39명)
- 당원의 인구비: 10%